# Rollo May
Rollo May   (Ada, 21 d'abril de 1909 - Tiburon, 22 d'octubre de 1994) va ser un psicòleg i psicoterapeuta existencialista nord-americà. Va ser pioner de la psicologia i la psicoteràpia existencial a Amèrica. Encara que sovint se l'associa amb la psicologia humanista, es diferencia d'altres psicòlegs humanistes com Abraham Maslow o Carl Rogers en el fet que mostra una comprensió més aguda de les dimensions tràgiques de l'existència humana. Era un amic pròxim del teòleg Paul Tillich.